# Last Moon
A Last Moon Gackt japán énekes kilencedik stúdióalbuma, mely 2016. április 27-én jelent meg a G&Lovers kiadónál. Hatodik volt az Oricon slágerlistáján, a Billboard Japan Top Album Sales listáján pedig tizedik.
A lemezen több, jóval korábban kislemezként kiadott dal is szerepel. Gackt június 20-án adta 27. kislemezét Returner (Jami no súen) címmel, mely az első olyan kislemeze volt, amely vezette az Oricon slágerlistáját. A 2015. október 7-én megjelent Arrow 15. volt a heti kislemezlistán, a független kiadós kislemezek listáján pedig második. A Billboard Japan Hot 100-on 60. helyig jutott, a Top Singles Sales listán pedig 14. volt. A 2016-ban kiadott Kimi dake no boku de iru kara 30. volt az Oricon heti listáján, a Billboard Japan Top Singles Sales listáján pedig 44.

## Számlista
Az összes szám szerzője Gackt. C. 
| 1.  | Arrow | 5:44 |
| 2.  | Hana mo csiju (花も散ゆ; Hepburn: Hana mo Chiyu) (Even Flowers Fall)                                                                                  | 3:25 |
| 3.  | Returner (Jami no súen) (Returner ～闇の終焉～; Hepburn: Returner (Yami no Shūen)) (Returner (Demise of Darkness))                                    | 4:21 |
| 4.  | Ride Or Die | 3:29 |
| 5.  | Akacukizukujo (Day Breakers) (暁月夜 -Day Breakers-; Hepburn: Akatsukizukuyo (Day Breakers)) (Moonlit Dawn (Day Breakers))                            | 5:55 |
| 6.  | Zan (斬 ～Zan～) (Slash) | 4:37 |
| 7.  | Kugucu ga gotoku (傀儡が如く; Hepburn: Kugutsu ga Gotoku) (Like a Puppet)                                                                             | 4:01 |
| 8.  | One More Kiss | 4:03 |
| 9.  | Vúha Baby!! (舞哈Baby!! -WooHa-) | 3:50 |
| 10. | Koi no Friday!!! (恋のFriday!!!) (Friday of Love!!!)                                                                                                  | 4:27 |
| 11. | Kimi dake no boku de iru kara (キミだけのボクでいるから) (Because There Is Just My You)                                                               | 5:00 |
| 12. | P.S. I Love U | 6:01 |
| 13. | Szecugekka (The End of Silence) (雪月花 -The end of silence-; Hepburn: Setsugekka (The End of Silence)) (Snow, Moon and Flowers (The End of Silence)) | 6.42 |

| 1. | Arrow                                |  |
| 2. | Returner (jami no súen)              |  |
| 3. | Akacukizukujo (Day Breakers)         |  |
| 4. | P.S. I Love U                        |  |
| 5. | Secugekka (The End of Silence)       |  |
| 6. | Kugucu ga gotoku (rejtett videóklip) |  |